# Axel Brakhage

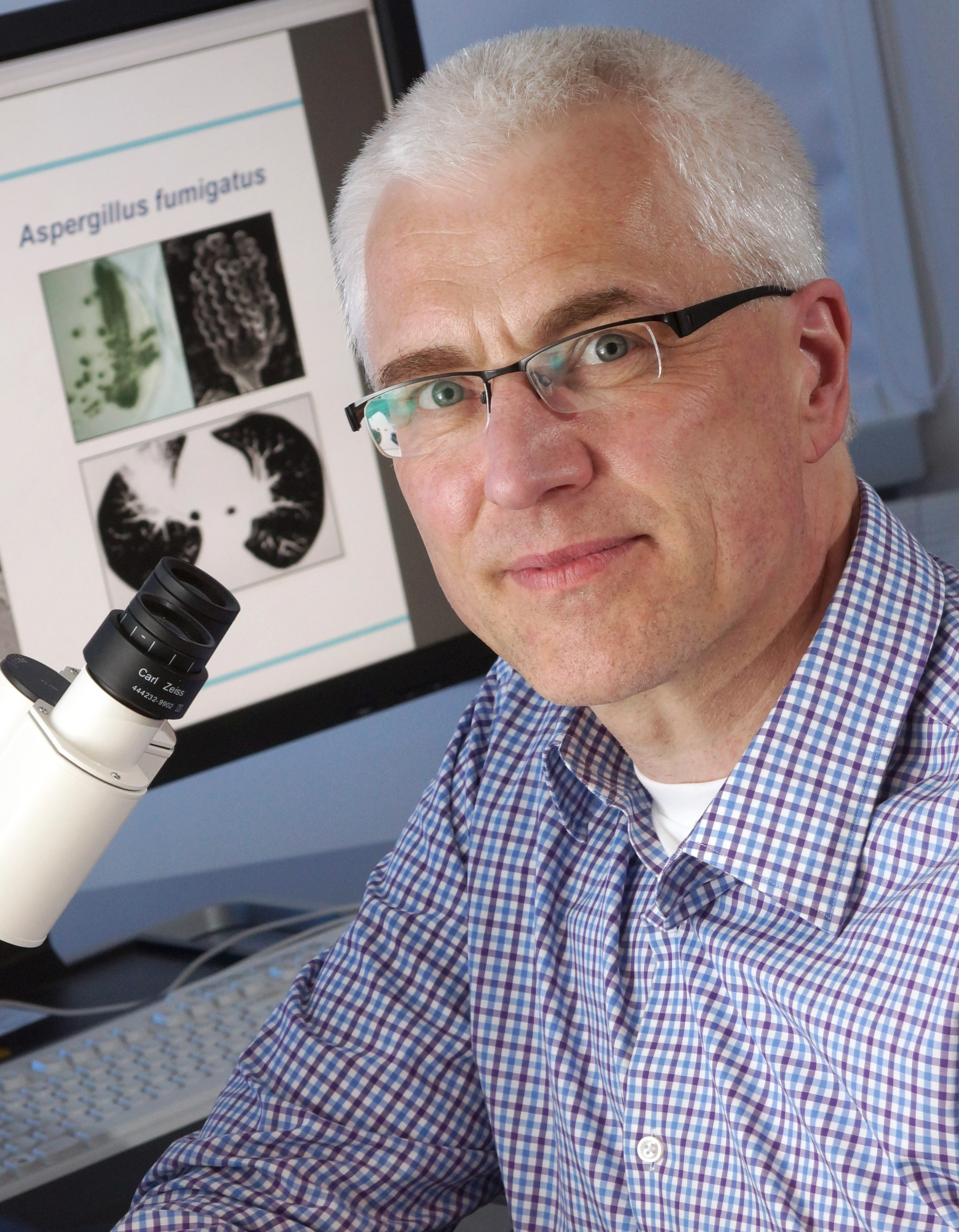
Axel Brakhage (2013)

Axel A. Brakhage (* 20. Juni 1959 in Bad Salzuflen) ist ein deutscher Mikrobiologe. Er ist Professor an der Friedrich-Schiller-Universität Jena sowie Direktor des Leibniz-Instituts für Naturstoff-Forschung und Infektionsbiologie – Hans-Knöll-Institut in Jena.

## Leben
Axel Brakhage studierte Biologie und Chemie an der Westfälischen Wilhelms-Universität Münster mit Diplom in Biologie und promovierte dort 1989 in Mikrobiologie mit zwischenzeitlichem Forschungsaufenthalt am Institut de Biologie Physico-Chimique (IBPC) in Paris. Anschließend war er Laborleiter in der Abteilung Biotechnologie bei der BASF SE in Ludwigshafen sowie ab 1990 mit einem Postdoc-Stipendium der Deutschen Forschungsgemeinschaft (DFG) an der University of Sheffield tätig.
Im Jahr 1992 wurde er Assistent mit eigener Forschungsgruppe am Institut für Genetik und Mikrobiologie der Ludwig-Maximilians-Universität München, wo er sich 1996 habilitierte. 1998 folgte die Berufung auf die Professur für Mikrobiologie an der Technischen Universität Darmstadt. 2001 wechselte er auf den Lehrstuhl für Mikrobiologie an der Leibniz Universität Hannover. Seit 2004 leitet Brakhage den Lehrstuhl für Mikrobiologie und Molekularbiologie am Institut für Mikrobiologie der Friedrich-Schiller-Universität Jena. Im Jahr 2005 erhielt er die Berufung zum wissenschaftlichen Direktor des Leibniz-Instituts für Naturstoff-Forschung und Infektionsbiologie – Hans-Knöll Institut (Leibniz-HKI) in Jena, wo er zudem die Abteilung Molekulare und Angewandte Mikrobiologie leitet. In diesem Institut ist auch das Nationale Referenz-Zentrum für Invasive Pilzinfektionen angesiedelt, wo umfassende Forschungsarbeiten über die Wirkung von Pilzen auf den Ausbruch von Krankheiten oder über Therapien erfolgen.
Brakhage wurde 2008 zum Mitglied der Leopoldina gewählt. Seit 2020 ist er Obmann der Sektion 13 Mikrobiologie und Immunologie und Senator der Leopoldina. Er ist außerdem Mitglied des wissenschaftlichen Beirats der Robert-Koch-Stiftung und des MRC Medical Mycology Centre in Exeter.
Von 2009 bis 2011 war er Präsident der Vereinigung für Allgemeine und Angewandte Mikrobiologie (VAAM). Seit 2020 ist er Vizepräsident der Deutschen Forschungsgemeinschaft.
Seit 2013 ist Brakhage Sprecher des Jenaer DFG-Sonderforschungsbereichs/Transregio 124 FungiNet. Er war Initiator und Sprecher der Exzellenzgraduiertenschule Jena School for Microbial Communication, dem einzigen Thüringer Projekt der Exzellenzinitiative. Von 2019 bis 2022 war er Sprecher des Jenaer Exzellenzclusters Balance of the Microverse.
Brakhage ist verheiratet und hat einen Sohn.

## Forschungsschwerpunkte
Brakhage widmet sich in seiner Forschung der Infektionsbiologie human-pathogener Pilze sowie der Entdeckung und Aufklärung der ökologischen Bedeutung mikrobieller Naturstoffe wie Antibiotika. Er erforscht unter anderem, wie der wichtigste über die Luft verbreitete human-pathogene Pilz Aspergillus fumigatus mit dem Immunsystem interagiert und die Immunabwehr überwinden kann. Er entdeckte, dass Sporenproteine und insbesondere das grüne Sporenpigment (Dihydroxynaphthol (DHN)-Melanin) von A. fumigatus wichtige Moleküle für das Unterlaufen der Immunabwehr darstellen. DHN-Melanin reduziert die Erkennung des Pilzes durch Immunzellen und verlangsamt dessen Abtötung in Phagolysosomen, da es deren Reifung verzögert. Gemeinsam mit seinem Team wies er nach, dass neutrophile Granulozyten nach Kontakt mit A. fumigatus antifungal wirkende extrazelluläre Vesikel produzieren.
Ein weiterer Schwerpunkt seiner Arbeit ist die Entdeckung von mikrobiellen Naturstoffen wie Antibiotika sowie die Aufklärung ihrer ökologischen Bedeutung zur Strukturierung von Mikrobiomen, wobei der Fokus darauf liegt, Naturstoffe als strukturgebende Moleküle von Mikroorganismengemeinschaften und die Regulation ihrer Biosynthesen zu verstehen. Mit Kollegen zeigte er, dass bestimmte Bakterien (Streptomyces rapamycinicus) in der Lage sind, Gencluster für die Naturstoff-Biosynthese in Pilzen (Aspergillus nidulans) zu aktivieren und dass beide Mikroorganismen mit einem weiteren Partner, einer grünzelligen Alge, interagieren. Strukturbildend ist ein von seinem Team entdeckter Naturstoff, ein Polyketid.
Brakhages Forschung hat die Entwicklung neuer Diagnose- und Therapiemethoden für Infektionskrankheiten zum Ziel. Darunter sind mögliche neue Angriffsziele für Therapeutika, Biomarker für die Diagnose von Krankheiten oder die Entdeckung von Naturstoffen, die als medizinische Wirkstoffe – beispielsweise als Antibiotika oder Mediatoren für die Strukturierung von Mikrobiomen – genutzt werden können.

## Auszeichnungen und Preise (Auswahl)
- 2006: Heinz P. R. Seeliger-Preis der Deutschsprachigen Mykologischen Gesellschaft
- 2014: Hauptpreis der Deutschen Gesellschaft für Hygiene und Mikrobiologie
- 2015: Ehrenmitglied der Deutschsprachigen Mykologischen Gesellschaft
- 2016: Fellow der European Academy of Microbiology
- 2017: Fellow der American Academy of Microbiology

## Publikationen (Auswahl)
- mit V. Schroeckh, K. Scherlach, H. W. Nützmann, E. Shelest, W. Schmidt-Heck, J. Schuemann, K. Martin, C. Hertweck: Intimate bacterial-fungal interaction triggers biosynthesis of archetypal polyketides in Aspergillus nidulans. In: Proc. Natl. Acad. Sci. USA, Band 106, Nr. 34, 2009, S. 14558–14563.doi:10.1073/pnas.0901870106
- mit V. Aimanianda, J. Bayry, S. Bozza, O. Kniemeyer, K. Perruccio, S. Ramulu Elluru, C. Clavaud, S. Paris, S. V. Kaveri, L. Romani, J.-P. Latgé: Surface hydrophobin prevents immune recognition of airborne fungal spores. In: Nature, Band 460, 2009, S. 1117–1121.doi:10.1038/nature08264
- mit P. Bacher, T. Hohnstein, E. Beerbaum, M. Röcker, M. G. Blango, S. Kaufmann, J. Röhmel, P. Eschenhagen, C. Grehn et al.: Human antifungal Th17 immunity and pathology rely on cross-reactivity against Candida albicans. In: Cell, Band 176, 2019, S. 1340–1355.doi:10.1016/j.cell.2019.01.041
- mit F. Schmidt, A. Thywißen, M. Goldmann, C. Cunha, Z. Cseresnyés, H. Schmidt, M. Rafiq, S. Galiani, M. H. Gräler et al.: Flotillin-dependent lipid-raft microdomains are required for functional phagolysosomes against fungal infections. In: Cell Reports, Band 32, Nr. 7, 2020, S. 108017.doi:10.1016/j.celrep.2020.108017
- mit I. A. Shopova, I. Belyaev, P. Dasari, S. Jahreis, M. C. Stroe, Z. Cseresnyés, A. K. Zimmermann, A. Medyukhina, C.-M. Svensson et al.: Human neutrophils produce antifungal extracellular vesicles against Aspergillus fumigatus. In: mBio, Band 11, Nr. 2, 2020, S. e00596–e20.doi:10.1128/mbio.00596-20
- mit M. K. C. Krespach, M. C. Stroe, M. Flak, A. J. Komor, S. Nietzsche, S. Sasso, C. Hertweck: Bacterial marginolactones trigger formation of algal gloeocapsoids, protective aggregates on the verge of multicellularity. In: Proc Natl Acad Sci USA, Band 118, Nr. 45, 2021, S. e2100892118. doi:10.1073/pnas.2100892118
- mit Lei-Jie Jia, Muhammad Rafiq, Lukáš Radosa, Peter Hortschansky, Cristina Cunha, Zoltán Cseresnyés, Thomas Krüger, Franziska Schmidt et al.: Aspergillus fumigatus hijacks human p11 to redirect fungal-containing phagosomes to non-degradative pathway. In: Cell Host & Microbe, Band 31, Nr. 3, März 2023, S. 373–388.e10.doi:10.1016/j.chom.2023.02.002
- mit M.K.C. Krespach, M. C. Stroe, T. Netzker, M. Rosin, L. M. Zehner, A. J. Komor, J. M. Beilmann, T. Krüger, K. Scherlach et al.: Streptomyces polyketides mediate bacteria–fungi interactions across soil environments. In: Nature Microbiology, Band 8, N.r 7, Juli 2023, S. 1348–1361.doi:10.1038/s41564-023-01382-2